# Гульча (село)
Гульча (кирг. Гүлчө) — горное село в Ошской области Кыргызстана, административный центр Алайского района.

## История
В 1640 году в ходе похода Абдаллах-хана на город Ош около села произошло сражение у Каплан-Кулкола между войсками могольских эмиров и киргизских биев.
До 1917 года село входило в Ошский уезд Ферганской области Российской империи. В 1936—1958 годах — центр Гульчинского района.

## География
Памирский тракт, который идёт южнее Оша через Алайскую долину, проходит через Гульчу.
Село находится в широкой долине на месте слияния трёх рек, которые образуют реку Куршаб.

## Население
- 1999 год — 14 397 человек[2].
- 2009 год — 11 691 человек[2].
- 2022 год ― 14 083 человек[3].

## Известные жители
- Адышев, Муса Мирзапаязович — президент АН Киргизской ССР, родился в селе в 1915 году.
- Кыдырбаев Жолон (1893—1990) — один из активных участников установления Советской власти в Киргизии.